# Reuzenklimtrompet
De reuzenklimtrompet (Solandra maxima) is een plant uit de nachtschadefamilie (Solanaceae). Het is een snelgroeiende, tot 12 m lange klimplant, die in cultuur vaak wordt teruggesnoeid tot een struik met overhangende twijgen. Alle delen van de plant zijn giftig. De bladeren zijn afwisselend geplaatst, breed-elliptisch tot langwerpig, 5-18 × 2-9 cm groot, leerachtig, aan de bovenkant glanzend en meestal kort toegespitst.
De trechtervormige bloemen zijn meestal alleenstaand. De kelk is 5-8 cm lang, vijfkantig en bestaat uit drie tot vijf slippen. De bloemkroon is 15-24 cm lang en bestaat uit grote, afgeronde, 8-15 cm brede lobben. De bloem is bij aanvang van de bloei roomwit tot lichtgeel en verkleurt tijdens de bloei naar oker tot oranje. Over het midden van de kroonslippen lopen violette of bruine banden tot diep in de bloembuis. Uit de bloembuis steken vijf meeldraden. De bloemen gaan 's avonds open waarbij ze een penetrante geur afscheiden. Dit trekt vleermuizen aan als bestuiver. De vruchten zijn ronde, tot 7 cm grote bessen waaraan de kelkbladen behouden blijven.
De reuzenklimtrompet komt van nature voor in Mexico en wordt veel als sierplant aangeplant.

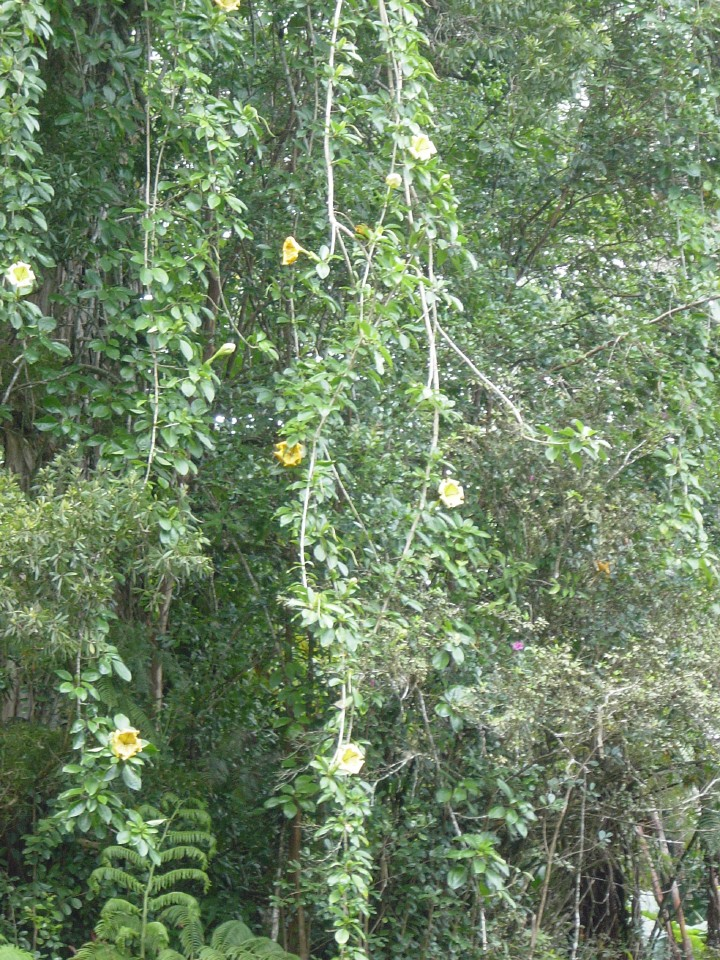
Reuzenklimtrompet op Hawaï